# Euxoa transcaspica
Euxoa transcaspica är en fjärilsart som beskrevs av Igor Kozhanchikov 1928. Euxoa transcaspica ingår i släktet Euxoa och familjen nattflyn. Inga underarter finns listade i Catalogue of Life.